# Károly Zipernowsky

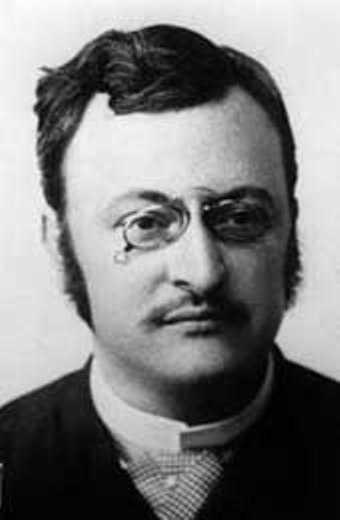
Károly Zipernowsky

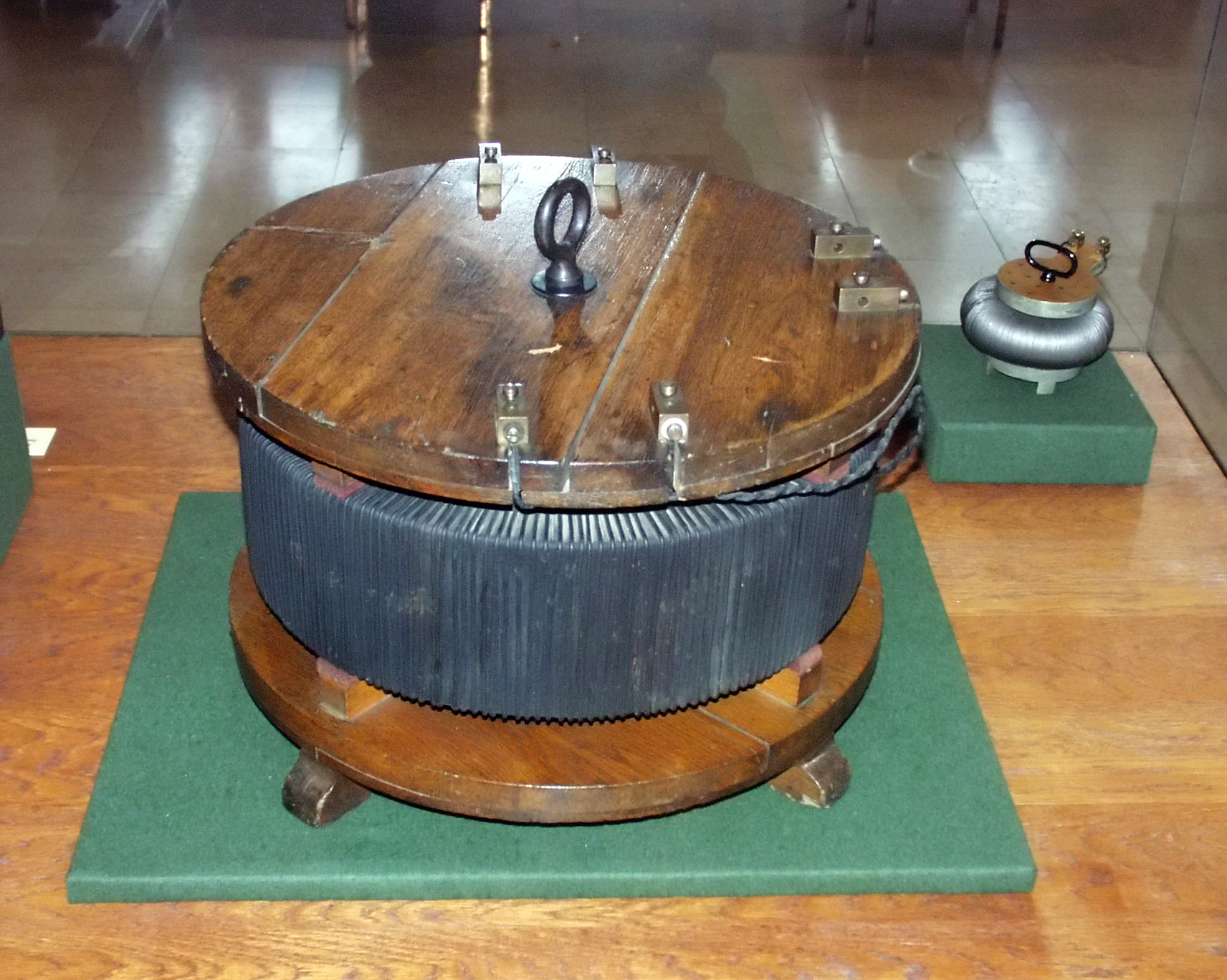
1885: Transformator von Zipernowsky, Déry und Bláthy

Károly Zipernowsky (* 4. April 1853 in Wien; † 29. November 1942 in Budapest) war ein ungarischer Elektrotechniker und wurde bekannt als einer der Entwickler des Transformators.

## Biografie
Zipernowsky ist in Wien geboren, aber er hat sein Abitur in Pest gemacht, danach hat er in einer Apotheke in Kecskemét gearbeitet. Im Jahre 1872 immatrikulierte er in Budapest an der Königlich-Ungarischen Joseph-Universität für Technik und Wirtschaftswissenschaften.
In seinem vierten Studienjahr lehrte er bereits die junge Wissenschaft der Elektrotechnik im Verein der Ingenieure und Baumeister. Während einer seiner Vorlesungen entdeckte ihn András Mechwart, Geschäftsführer der Firma Ganz. Er stellte den 25-Jährigen (1878) als Organisationsleiter der elektrotechnischen Abteilung ein.
Da Ganz die erste Firma in Ungarn war, die sich mit Elektrizität befasste, war Zipernowskys Aufgabe die Entwicklung der Energieerzeugung in Ungarn. Innerhalb weniger Monate wurde anhand seiner Pläne ein neuer Dynamo fertiggestellt. Dieser bahnbrechende Gleichstrom wurde für die firmeneigene Gießerei hergestellt. Unter seiner Führung wurde Ganz der Pionier der ungarischen Wechselstromtechnik.
Ab 1882 diente Miksa Déri auch der Firma Ganz, und zusammen mit Zipernowsky hat er einen selbsterregten Wechselstromgenerator als Patent angemeldet. Dieser Generator versorgte 1000 Glühbirnen des Nationaltheaters Budapest mit Strom. Das Theater wurde als weltweit drittes Theater mit elektrischem Licht ausgerüstet.
1883 wurde ein mit einer 150 PS starken Dampfmaschine getriebener einphasiger Wechselstromgenerator auf der Wiener Internationalen Elektrotechnik Ausstellung präsentiert, dies war ein großer Sprung für die Entwicklung des Wechselstromsystems, was für viel Aufsehen sorgte. Später diente die Maschine zur Beleuchtung des Keleti-Bahnhofs in Budapest.
Wesentliche Verdienste erwarb er sich mit der Entwicklung des Transformators zusammen mit Miksa Déri und Ottó Titusz Bláthy 1885, welcher erst Bau von Stromnetzen ermöglichte. Eine frühe Anwendung war die Stromübertragung vom Kraftwerk Thorenberg in die Stadt Luzern in der Schweiz.
Damit fängt der Triumphzug des Ganz-Systems an, das er bis 1893 persönlich koordiniert hat. Sein größter Erfolg war die Erstellung des Energieversorgungskraftwerks und die dazugehörigen Stromleitungen für die Stadt Rom.
1893 wurde Zipernowsky Professor für Elektrotechnik an der Technischen und Wirtschaftswissenschaftlichen Universität Budapest (TUB) und korrespondierendes Mitglied der Ungarischen Akademie der Wissenschaften.
Im Schuljahr 1906/07 hat er im auf dem Campus der TUB eingeweihten „FE“ (Physik-Elektrotechnik) (heute „F“) Gebäude einen eigenen Vorlesungsraum und ein eigenes Laboratorium erhalten, welche er mit modernen Maschinen ausgerüstet hat. Sein Institut hat alle anderen europäischen Universitäten und Prüfhäuser im Bereich Hochspannungstechnik überholt. Man kann die Ausstattung immer noch an ihrem ursprünglichen Platz finden.
Ab 1905 war er Präsident der Ungarischen Elektrotechnischen Gesellschaft.
1912 spendete er der Gesellschaft 5000 Kronen, um ihre Zinsen jährlich als Preis zu vergeben. An der Versammlung nahm er ab 1937 nicht teil, sein Abschiedsbrief wurde vorgelesen.